# ポマランチェ
ポマランチェ（伊: Pomarance）は、イタリア共和国トスカーナ州ピサ県にある、人口約5,300人の基礎自治体（コムーネ）。
郊外のラルデレッロは、20世紀初頭に世界初の地熱発電が行われたことで知られる。

## 地理

### 位置・広がり

#### 隣接コムーネ
隣接するコムーネは以下の通り。括弧内のSIはシエーナ県、GRはグロッセート県所属を示す。
- カーゾレ・デルザ (SI)
- カステルヌオーヴォ・ディ・ヴァル・ディ・チェーチナ
- モンテカティーニ・ヴァル・ディ・チェーチナ
- モンテロトンド・マリッティモ (GR)
- モンテヴェルディ・マリッティモ
- ラディコンドリ (SI)
- ヴォルテッラ

### 気候分類・地震分類
ポマランチェにおけるイタリアの気候分類 (it) および度日は、zona D, 1874 GGである。
また、イタリアの地震リスク階級 (it) では、zona 3 (sismicità bassa) に分類される。

## 行政

### 分離集落
ポマランチェには、以下の分離集落（フラツィオーネ）がある。
- Larderello, Libbiano, Lustignano, Micciano, Montecerboli, Montegemoli, SanDalmazio, Serrazzano